# مهرداد میناوند
مهرداد میناوند (۹ آذر ۱۳۵۴ – ۸ بهمن ۱۳۹۹) بازیکن پیشین تیم ملی فوتبال ایران بود. وی برای باشگاه‌های گوناگونی از جمله پاس تهران، پرسپولیس، اشتورم گراتس، الشباب، و سپاهان بازی کرد. میناوند همراه با تیم پرسپولیس در سال ۱۳۷۶ قهرمان لیگ برتر فوتبال ایران شد و با اشتورم گراتس ۱ قهرمانی در لیگ اتریش، ۱ قهرمانی در جام حذفی اتریش، ۲ قهرمانی در سوپرجام اتریش و ۳ سال حضور پیاپی و ۱۹ بازی در لیگ قهرمانان اروپا و ۲ بازی در لیگ اروپا را تجربه کرد.
مهرداد میناوند بیش از علی دایی، علی کریمی، مهدی مهدوی‌کیا و وحید هاشمیان، سابقه بازی در لیگ قهرمانان اروپا را دارد.

## زندگی و حرفه

### اوایل زندگی
مهرداد میناوند در ۹ آذر ۱۳۵۴ در منطقه جی در تهران متولد شد. میناوند در کودکی عاشق ورزش فوتبال بود و در این رشته‌ی ورزشی تا جایی پیش رفت تا اینکه در سن ۲۰ سالگی عضو تیم ملی فوتبال کشور بود.

### پرسپولیس
مهرداد میناوند در سال ۱۳۷۵ به پرسپولیس پیوست و در ۱۰۸ بازی این تیم حضور داشت. علی پروین در سال ۱۳۷۵ میناوند را بهترین جانشین مجتبی محرمی در جناح چپ فوتبال ایران دانسته بود. پروین باور داشت میناوند می‌تواند از پای راست که پای غیرتخصصی او بود، به‌خوبی استفاده کند.

### تیم ملی
مهرداد میناوند ۴ گل ملی زده که ۲ گل آن با پای راست بوده است. نخستین گل ملی مهرداد میناوند مقابل تایلند، در دهه ۱۳۷۰ در پیش‌پرده بسیاری از برنامه‌های ورزشی شبکه‌های صداوسیمای ایران مانند همگام با ورزش پخش می‌شد.
گل تساوی تیم ملی فوتبال ایران در بازی رده‌بندی جام ملت‌های آسیا ۱۹۹۶ در برابر کویت، با توپ‌ربایی و سانتر میناوند برای علی دایی به ثمر رسید. در پایان قرن بیستم، کنفدراسیون فوتبال آسیا این گل را به عنوان یکی از ۵ گل زیبایی که با ضربه سر در تاریخ رقابت‌های جام ملت‌های آسیا به ثمر رسیده است برگزید.
مهرداد میناوند در دو سری رقابت‌های جام ملت‌های آسیا ۱۹۹۶ در امارات متحده عربی و جام جهانی ۱۹۹۸ در فرانسه، از شاخص‌ترین بازیکنان تیم ملی ایران بود. او همواره از اشتباه خود در از دست دادن فرصت مناسب گلزنی در محوطه جریمه یوگسلاوی افسوس می‌خورد.

### اشتورم گراتس
پس از جام جهانی ۱۹۹۸، ایویتسا اوسیم مربی باشگاه اشتورم گراتس اتریش، خواهان بازی میناوند در آن تیم شد.

### رویال شارلوا
در سال ۲۰۰۱ با وجود اینکه باشگاه اشتروم گراتس خواهان تمدید قرارداد با میناوند بود او به باشگاه فوتبال رویال شارلوا پیوست. اما مدت کوتاهی پس از ورود به باشگاه، مصدوم شد و تنها ۲ بار برای این تیم به زمین رفت.

### الشباب، بازگشت به پرسپولیس و کناره‌گیری
سال بعد، به خاطر حضور علی دایی به باشگاه الشباب پیوست.
بازگشت میناوند به پرسپولیس در سال ۱۳۸۲ باعث افت بیشتر او در فوتبال شد.
مهرداد میناوند در نهایت در سال ۱۳۸۵ و در ۳۱ سالگی از فوتبال کناره‌گیری کرد.

## پس از فوتبال
مهرداد میناوند پس از کنار گذاشتن فوتبال، تجربه موفقی در هنر و گزارشگری نداشت. او به همراه پژمان جمشیدی و نیما نکیسا، نماهنگی را برای صعود تیم ملی ایران به جام جهانی ۲۰۰۶ آلمان ساختند. جناح اصولگرایان جمهوری اسلامی ایران، به این نماهنگ اعتراض کرد. روزنامه کیهان استفاده از زنان بدحجاب و حرکات موزون را مخالف ارزش‌های دینی دانست.
مهرداد میناوند تجربه زیادی در بازیگری پیدا نکرد. در زمینه موسیقی، تنها چند تک‌خوانی در برنامه‌های تلویزیونی داشت. آلبوم موسیقی او نیز اجازه انتشار نیافت.
مهرداد میناوند در اواخر عمر خود به دلیل «تعصب به باشگاه پرسپولیس»، به همراه علی انصاریان به گزارشگری و اجرای برنامه در شبکه اینترنتی باشگاه پرسپولیس می‌پرداخت.

## درگذشت

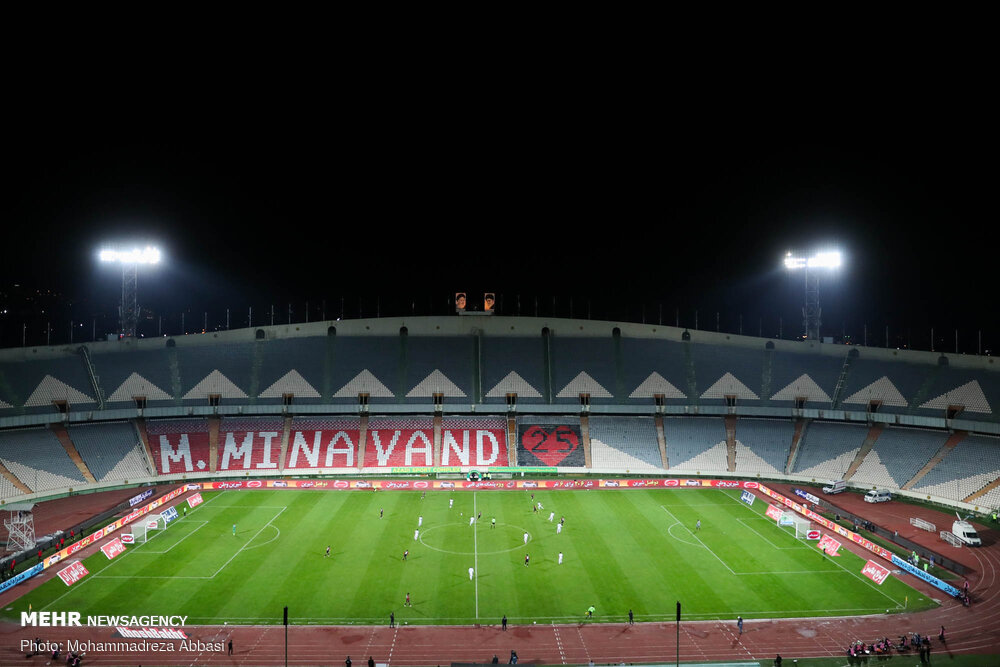
سکوهای ورزشگاه آزادی (نمایش) در دیدار تیم‌های فوتبال پرسپولیس و ماشین‌سازی در ۱۱ بهمن ۱۳۹۹.

میناوند در ۳۰ دی ۱۳۹۹ به دلیل ابتلا به ویروس کرونا در بخش مراقبت‌های ویژه بیمارستان لاله تهران بستری شد. وی در تاریخ ۸ بهمن ۱۳۹۹ بر اثر ابتلا به ویروس کرونا و آمبولی ریه ناشی از آن، در بیمارستان لالهٔ تهران درگذشت. میناوند در شرایطی به بیمارستان مراجعه کرده بود که حدود ۸۰ درصد ریه‌هایش درگیر ویروس کرونا شده بود. طبق گفته پزشک معالج وی، حال میناوند رو به بهبودی بود که بروز ناگهانی آمبولی ریه باعث مرگ وی شده است.
پیکر مهرداد میناوند در ۹ بهمن ۱۳۹۹ در قطعه نام‌آوران بهشت زهرا (قطعه ۲۵۵) به خاک سپرده شد.

### واکنش‌ها
از زمان بستری شدن میناوند و علی انصاریان که هردو از بازیکنان سابق تیم فوتبال پرسپولیس بودند، تعدادی از ورزشکاران و هنرمندان از طریق صفحات مجازی برای میناوند و انصاریان آرزوی سلامتی کرده بودند.
پس از انتشار خبر درگذشت میناوند، جمعی از هواداران پرسپولیس روبروی بیمارستان لاله تجمع کردند. تردد مردم روبروی بیمارستان لاله، باعث به وجود آمدن ترافیک در آن منطقه شد. همچنین چندی از بازیکنان پیشکسوت پرسپولیس مانند علی کریمی، جواد کاظمیان و بهنام ابوالقاسم‌پور پس از مطلع شدن از وضعیت تشدید بیماری مهرداد میناوند، خود را به بیمارستان لاله رساندند. باشگاه‌های فوتبال پرسپولیس، استقلال، پیکان، اشتورم گراتس، صفحه رسمی ای‌اف‌سی و صفحه رسمی جام جهانی نیز درگذشت میناوند را تسلیت گفتند.
هم تیمی‌های سابق مهرداد میناوند در تیم اشتورم گراتس اتریش به همراه ایویتسا اوسیم که سرمربی آن دوره باشگاه بود، پس از درگذشت ستاره ایرانی آن نسل باشگاه اتریشی، در نامه ای احساسی تسلیت خود را برای در گذشت میناوند اعلام نمودند.
جانی اینفانتینو رئیس وقت فیفا در نامه‌ای رسمی پیام تسلیت خود را بابت در گذشت مهرداد میناوند به فدراسیون فوتبال ایران ارسال نمود.

## آمار
| باشگاه          | فصل             | لیگ             | لیگ  | لیگ | جام  | جام | قاره | قاره | سایر | سایر | کل   | کل | م.     |
| باشگاه          | فصل             | دسته            | بازی | گل  | بازی | گل  | بازی | گل   | بازی | گل   | بازی | گل | م.     |
| --------------- | --------------- | --------------- | ---- | --- | ---- | --- | ---- | ---- | ---- | ---- | ---- | -- | ------ |
| پرسپولیس        | ۱۳۷۴            | لیگ آزادگان     | ۳۰   | ۴   |      |     |      |      |      |      | ۳۰   | ۴  | [ ۱۳ ] |
| پرسپولیس        | ۷۶–۱۳۷۵         | لیگ آزادگان     | ۳۱   | ۵   |      |     |      |      |      |      | ۳۱   | ۵  | [ ۱۳ ] |
| پرسپولیس        | ۷۷–۱۳۷۶         | لیگ آزادگان     | ۲۸   | ۴   |      |     |      |      |      |      | ۲۸   | ۴  | [ ۱۳ ] |
| پرسپولیس        | کل              | کل              | ۸۹   | ۱۳  | ۰    | ۰   | ۰    | ۰    | ۰    | ۰    | ۸۹   | ۱۳ | –      |
| اشتورم گراتس    | ۹۹–۱۹۹۸         | بوندس‌لیگا اتریش | ۱۷   | ۰   | ۲    | ۱   | ۳    | ۰    | ۱    | ۰    | ۲۳   | ۱  | [ ۲ ]  |
| اشتورم گراتس    | ۲۰۰۰–۱۹۹۹       | بوندس‌لیگا اتریش | ۲۳   | ۰   | ۰    | ۰   | ۵    | ۰    |      |      | ۲۸   | ۰  | [ ۲ ]  |
| اشتورم گراتس    | ۰۱–۲۰۰۰         | بوندس‌لیگا اتریش | ۲۷   | ۱   | ۰    | ۰   | ۱۳   | ۰    |      |      | ۴۰   | ۱  | [ ۲ ]  |
| اشتورم گراتس    | کل              | کل              | ۶۷   | ۱   | ۲    | ۱   | ۲۱   | ۰    | ۱    | ۰    | ۹۱   | ۲  | –      |
| شارلوا          | ۰۲–۲۰۰۱         | دسته اول بلژیک  | ۲    | ۰   | ۰    | ۰   | —    | —    |      |      | ۲    | ۰  |        |
| پرسپولیس        | ۸۲–۱۳۸۱         | لیگ برتر        | ۸    | ۰   |      |     |      |      |      |      | ۸    | ۰  | [ ۱۳ ] |
| پرسپولیس        | ۸۳–۱۳۸۲         | لیگ برتر        | ۱۱   | ۰   |      |     | —    | —    |      |      | ۱۱   | ۰  | [ ۱۳ ] |
| پرسپولیس        | کل              | کل              | ۱۹   | ۰   | ۰    | ۰   | ۰    | ۰    | ۰    | ۰    | ۱۹   | ۰  | –      |
| سپاهان          | ۸۴–۱۳۸۳         | لیگ برتر        | ۱۹   | ۰   |      |     | —    | —    |      |      | ۱۹   | ۰  | [ ۱۳ ] |
| کل دوران حرفه‌ای | کل دوران حرفه‌ای | کل دوران حرفه‌ای | ۱۹۶  | ۱۴  | ۲    | ۱   | ۲۱   | ۰    | ۱    | ۰    | ۲۲۰  | ۱۵ | –      |

### ملی
| تیم   | سال   | بازی | گل |
| ----- | ----- | ---- | -- |
| ایران |       |      |    |
| ۱۹۹۶  | ۷     | ۱    |    |
| ۱۹۹۷  | ۱۶    | ۲    |    |
| ۱۹۹۸  | ۱۰    | ۰    |    |
| ۱۹۹۹  | ۳     | ۰    |    |
| ۲۰۰۰  | ۱۲    | ۰    |    |
| ۲۰۰۱  | ۱۶    | ۱    |    |
| ۲۰۰۲  | ۴     | ۰    |    |
| مجموع | مجموع | ۶۸   | ۴  |

### گل‌های ملی
در نتیجه‌ها و گل‌ها، عدد سمت راست مربوط به ایران است.
| گل | تاریخ         | مکان                                                   | حریف              | نتیجه بعد از گل | نتیجه نهایی | رقابت                          |
| -- | ------------- | ------------------------------------------------------ | ----------------- | --------------- | ----------- | ------------------------------ |
| ۱  | ۸ دسامبر ۱۹۹۶ | ورزشگاه مکتوم بن راشد آل مکتوم، دبی، امارات متحده عربی | تایلند            | ۲–۰             | ۳–۱         | جام ملت‌های آسیا ۱۹۹۶           |
| ۲  | ۲ ژوئن ۱۹۹۷   | ورزشگاه عباسیون، دمشق، سوریه                           | مالدیو            | ۱۷–۰            | ۱۷–۰        | مقدماتی جام جهانی ۱۹۹۸         |
| ۳  | ۴ ژوئن ۱۹۹۷   | ورزشگاه عباسیون، دمشق، سوریه                           | قرقیزستان         | ۵–۰             | ۷–۰         | مقدماتی جام جهانی ۱۹۹۸         |
| ۴  | ۳۱ اکتبر ۲۰۰۱ | ورزشگاه آل نهیان، ابوظبی، امارات متحده عربی            | امارات متحدهٔ عربی | ۳–۰             | ۳–۰         | مقدماتی جام جهانی ۲۰۰۲ (پلی‌آف) |

## افتخارات

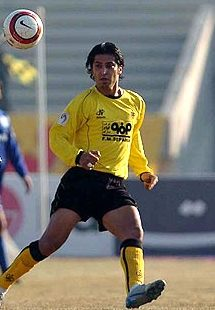
مهرداد میناوند در لباس سپاهان، ۱۱ دی ۱۳۸۳

### باشگاهی
پرسپولیس
- لیگ فوتبال ایران: ۱۳۷۴، ۷۶–۱۳۷۵

اشتورم گراتس
- بوندس‌لیگا اتریش: ۹۹–۱۹۹۸
- جام حذفی فوتبال اتریش: ۹۹–۱۹۹۸
- سوپر جام فوتبال اتریش: ۱۹۹۸، ۱۹۹۹